# ク・ジンキート
ク・ジンキート（Ku Jin Keat、1975年7月26日 - ）はマレーシアの男子空手家。
広州市で開催された2010年アジア競技大会で形個人の部で優勝している。